# Scarlet Diva
Scarlet Diva è un film del 2000 diretto da Asia Argento.
Si tratta del primo lungometraggio diretto interamente dall'attrice e regista figlia d'arte.
Nel 2017 Asia Argento ha dichiarato che il film fu ispirato alla propria esperienza (vissuta in prima persona) del caso Weinstein.
Girata con una videocamera digitale a mano, la vicenda itinerante tra l'Europa e l'America si articola con delle riprese veloci, quasi un appunto di viaggio, caratterizzato da flashback, tra i quali un episodio traumatico dell'infanzia della protagonista, in cui il ruolo materno è interpretato dalla vera madre di Asia, l'attrice Daria Nicolodi.

## Trama
Una giovane attrice di successo vive un'esistenza caratterizzata da una forte inquietudine e un opprimente senso di solitudine, in un mondo cinico e insidioso quale quello dello spettacolo, tra incontri fugaci - spesso inappaganti e umilianti - e l'esperienza dell'assunzione di droga.

## Riconoscimenti
- Williamsburg Brooklyn Film Festival Award
  - Miglior regista esordiente a Asia Argento